# Alexandre Joannis
 (juin 2013).
Pour les articles homonymes, voir Joannis.
Jean Alexandre Joannis (18 août 1857 - 1er février 1931) était un mathématicien et physicien français.
Il est nommé chevalier de la Légion d'honneur en  1904.